# 大和高田市商店街
大和高田市商店街（やまとたかだししょうてんがい）とは、奈良県大和高田市にある総ての商店街の総称。

## 概要
最盛期の一つの時期であると見られる昭和47年の発表では、商店合わせて1300店、200億円を超える日本有数の商店街であった。しかし、近年生活スタイルの変化や郊外型ショッピングモールの進出等で売り上げを落とし、空き店舗も少しずつ増えてきている。さらに、2010年、中心地の大規模ショッピングセンターの撤退があった。そうした経緯もあり、官民挙げて危機感を持ち、まちづくりや空き店舗を減らす運動や様々な積極的な取り組みが目立つ。

## 大和高田市の商店街
- 大和高田駅前商店街
- 天神橋筋商店街
- 本郷通り商店街
- 本町通り商店街
- 片塩商店街 片塩商店街は、2015年　近畿経済産業局より「イケテル商店街10選」に選ばれました。  また、2016年　中小企業庁より全国「はばたく商店街30選」に選ばれました。

## 参考資料
- 朝日新聞『明日の大和高田市―広告特集』昭和47年2月29日